# سیلیوس
سیلیوس (به ایتالیایی: Silius) یک کومونه در ایتالیا است که در استان کالیاری واقع شده‌است.

## خصوصیات
سیلیوس ۳۸٫۳۴ کیلومترمربع مساحت و ۱٬۳۸۴ نفر جمعیت دارد و ۵۸۵ متر بالاتر از سطح دریا واقع شده‌است.